# Address space layout randomization
Address space layout randomization (ASLR) é uma técnica de segurança da informação que previne ataques de execução arbitrária de código.
Na intenção de prevenir que um agente mal intencionado, que obteve o controle de um programa em execução em um determinado endereço de memória, pule deste endereço para o de uma função conhecida carregada em memória - a fim de executá-la - a ASLR organiza aleatoriamente a posição de dados chaves no espaço de endereçamento do programa, incluindo a base do executável e a posição da stack, do heap, e de bibliotecas.
ASLR foi originalmente desenvolvido e publicado pelo projeto PaX em Julho de 2001, incluindo um patch para o kernel Linux em Outubro de 2002. Quando aplicado ao kernel, chama-se KASLR, de Kernel address space layout randomization.